# 바실리데스주의
바실리데스주의(Basilidianism) 또는 바실리데스파(Basilidians, Basilideans)는 알렉산드리아의 바실리데스(Basilides: fl. AD 117-138)가 기원후 2세기에 설립한 나스티시즘(Gnosticism, 영지주의) 분파이다. 바실리데스는 자신의 교의는 성 베드로의 제자인 글라우코스(Glaucus)로부터 전수받은 것이라고 주장하였다.
바실리데스파의 수행과 관습 및 교의에 대해서는 다음과 같은 단편적인 사항들 외에는 알려진 바가 없다: (1) 바실리데스는 자신의 제자들에게 피타고라스처럼 5년간의 침묵을 명했다. (2) 바실리데스파는 예수가 세례를 받은 날을 축일로 지정하여 매년 기념하였으며 이 날의 전날밤을 경전을 읽으며 보냈다. (3) 바실리데스는 자신의 팔로어들에게 우상들에게 바쳐진 음식들을 먹었다고 해서 양심의 가책을 느낄 필요가 없다고 말하였다. (4) 바실리데스파에는 물질적(material), 멘털적(intellectual), 영적(spiritual) 계위의 세 가지 계위가 있었으며 남성상과 여성상으로 이루어진 두 개의 우화적인 상(像)을 가지고 있었다. (5) 바실리데스파의 교의는 오피스파(Ophites)와 후대의 유대교 카발라(Kabbalism)의 교의와 유사한 부분이 많았다.
바실리데스파는 기원후 4세기 말까지 존속하였는데 에피파니우스(Epiphanius: c.310/20-403)는 바실리데스파가 나일 삼각주에서 생존하고 있는 것을 보았다고 보고하였다. 그러나 바실리데스파는 활동 지역의 거의 전적으로 이집트에 국한되어 있었다. 한편, 술피키우스 세베루스(Sulpicius Severus: c.363-c.425)에 따르면 바실리데스파는 이집트 멤피스 출신의 마크(Mark)라는 인물에 의해 스페인으로 전해졌다고 한다. 히에로니무스(St. Jerome: c. 347-420)는 프리스킬리언파(Priscillianists)가 바실리데스파에 의해 오염된 분파라고 하였다.

## 같이 보기
- 영지주의
- 영지주의 교파 목록

## 참고 문헌
- 본 문서에는 현재 퍼블릭 도메인에 속한 브리태니커 백과사전 제11판의 내용을 기초로 작성된 내용이 포함되어 있습니다.
- 본 문서에는 현재 퍼블릭 도메인에 속한 헨리 웨이스(Henry Wace)의 《A Dictionary of Christian Biography and Literature to the End of the Sixth Century A.D., with an Account of the Principal Sects and Heresies (1911)》의 내용을 기초로 작성된 내용이 포함되어 있습니다.
- 본 문서에는 현재 퍼블릭 도메인에 속한 1913년 가톨릭 백과사전의 내용을 기초로 작성된 내용이 포함되어 있습니다.
- 본 문서에는 현재 퍼블릭 도메인에 속한 Schaff-Herzog Encyclopedia of Religious Knowledge 1914의 내용을 기초로 작성된 내용이 포함되어 있습니다.